# Tisza-tavi Ökocentrum
A Tisza-tavi Ökocentrum egy magyarországi állatkert és szabadidős élményközpont, amely a Tisza-tó élővilágát és a helyi bioszféra működését mutatja be. 2012. április 27-én nyílt meg Poroszlón, a Kossuth Lajos utca 41. szám alatt.
A látogatók száma már az alapítás évében is meghaladta a 155 000-et, majd a 2013-as 168 000 és 2014-es 182 000 után 2015-ben a 200 000 főt is átlépte. A belföldi turisták mellett szlovák, lengyel, német látogatók is gyakran megfordulnak itt.

## Története
Tervezése 2003-ban indult meg. A projekt alapötletét a Lengyel Márton által vezetett kutatócsoport által készített tanulmány adta a tiszai cianidszennyezést követően. A tervezés műszaki paramétereire és tartalmára vonatkozóan többkörös, a témában érdekelt szakértők bevonásával megtartott egyeztetések megfontolásait szem előtt tartva került sor. Időközben elkészült a tervezett Ökocentrum közvetlen közelében lévő, Tisza-tavi Vízi Sétány, amely 2006 óta folyamatosan működik.
Az Ökocentrum mint működő egység, Magyarországon teljesen újszerű, és eleddig sehol sem alkalmazott megoldás, annak pontos műszaki- és működési tartalmára bevált recept nem állt rendelkezésre, az ötleteket egyedi tervezés alapján ill. jól működő külföldi példák, hazai helyszínre adaptálásával építették be.
Célja egy olyan, Magyarországon egyedülálló, de európai viszonylatban is ritkaságszámba menő látogatóközpont létrehozása, ahol kapcsolódik egymáshoz a turizmus és a természetvédelem. Mindez annak érdekében, hogy a Tisza-tó és környéke turizmusban betöltött szerepe növekedjen, pozitív élettér teremtődjön az itt élő lakosság, az itt működő vállalkozások számára munkahelyteremtés révén, és kedvező feltételeket teremtsen a Tisza-tó iránt befektetőként és turistaként érdeklődők számára, olyan feltételek mellett, amelyek nem terhelik tovább a környezetet, óvják természeti értékeinket.
Az Ökocentrum 2,2 milliárd forintos beruházással (ebből 1,9 milliárd forintos európai uniós támogatással) 2012-re készült el.

## Épülete
Az Ökocentrum központi épülete, melyet Kertai László Ybl Miklós-díjas építész tervezett, 2600 m²-en, négy szinten nyújtja szolgáltatásait a látogatóknak. A látogatóközpont fő attrakciója a 735 000 liter össztérfogatú édesvizű akvárium-rendszer, amely az épület pinceszintjén került kialakításra, hazánk és a térség jellegzetes vízi és vízparti életközösségeinek bemutatására. A több mint 50 féle hazai halfaj mellett, a földszinti kiállítótérben látható közel 14 kétéltű- és 13 hüllőfaj.

Alagút

A tárlat hazánkban egyedülálló, mivel ilyen volumenű, hazai halfaunát bemutató gyűjtemény – méreteit és a bemutatott halfajok számát tekintetve – nem látható máshol Magyarországon. Ismeretterjesztő, oktató, nevelő szerepe kiemelkedő. Az általános- és középiskolák biológiai tananyagának kiegészítő, gyakorlati oktatásában komoly szerepet tölthet be a bemutató, de jelentős segítséget nyújthat a felsőfokú oktatási intézmények hallgatói számára is.
A kiállításra érkező látogatót egy sejtelmes, víz alatti világ fogadja. Itt találkozhatunk Magyarország ismert, ám annál ritkábban látott védett halaival, mint pl. a magyar bucó, petényi márna, lápi póc. A leglátványosabb attrakció az üvegalagútnál várja a látogatót, ahol a Magyarországon egykoron élt halóriást, a vizát csodálhatjuk meg, amint 1,5-2 méteres példányai a fejünk fölött úsznak át.
A főépületben került kialakításra az 50 ülőhelyes háromdimenziós vetítőterem. Ugyancsak a főépület részét képezi egy 100 fős konferenciaterem, amely tudományos konferenciáknak, rendezvényeknek biztosítana korszerű feltételeket.

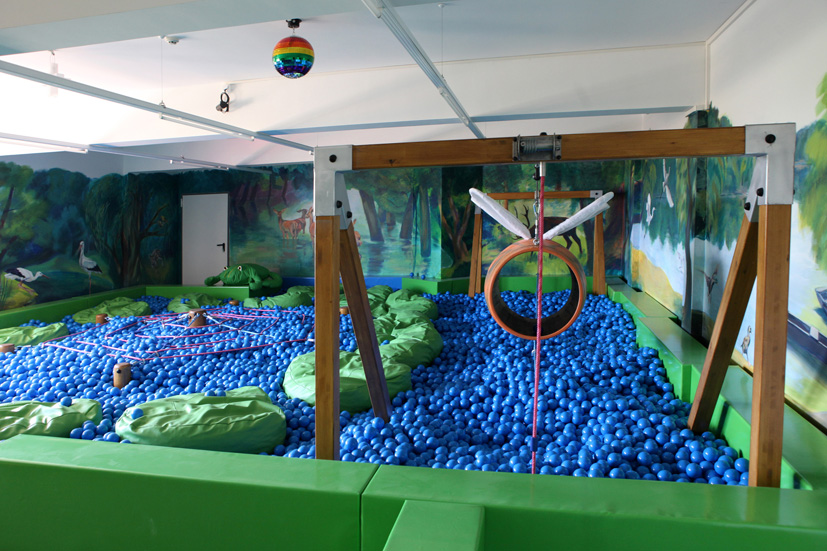
Elvarázsolt vízi világ

A főépület I. emeleti szintjén található:
- makrovilág → a látogatókat mikroszkóp, LCD tv, üvegpadló segítségével az apró vízi lények világába kalauzolja
- földinfó → mit hoz a jövő – Bepillantás bolygónk rejtett szegletébe a technika segítségével
- elvarázsolt vízi világ → ahol a játék és a tudomány találkozik. A gyermekek számára kialakított játszó-pihenő kalandterem.

A földszinten ugyancsak állandó jelleggel „Földön, vízen, levegőben” címmel tematikus kiállítás működik. A Tisza-tó-terepasztal „madártávlatból” ismerteti hazánk második legnagyobb tavát, ahol az üvegjárdaként funkcionáló „nyílt víztükör” bepillantást enged a pinceszinten elhelyezett akvárium életébe, lecsalogatva a látogatókat.
Természetszerűen kialakított akváriumban és terráriumokban tekinthetjük meg Magyarország kétéltű- és hüllőfaunájának szinte összes képviselőjét.

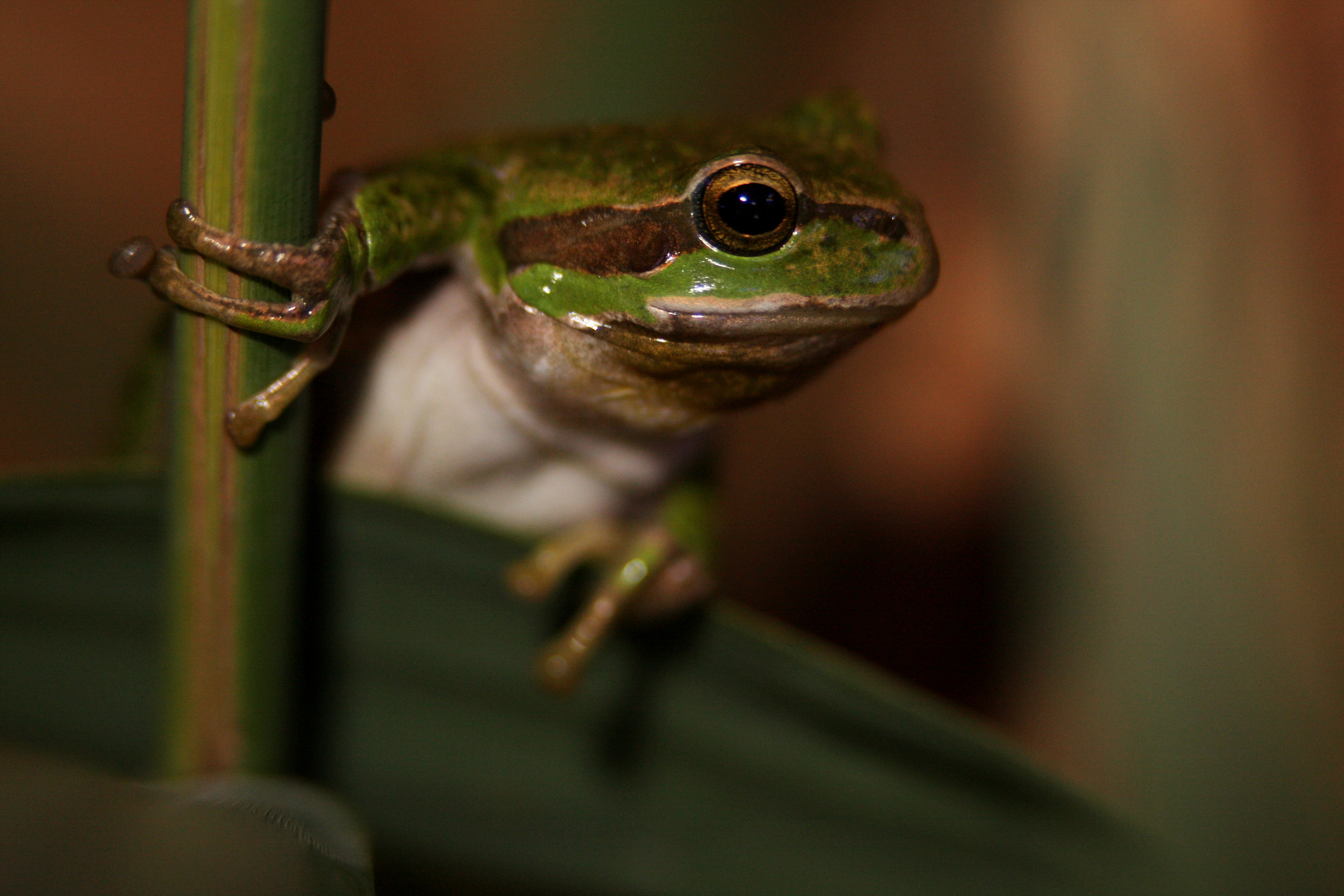
Zöld levelibéka

A földszint üvegfalán keresztül pedig az épület körül létrehozott mesterséges tó életét kísérhetjük figyelemmel – a kormoránokat, jégmadarakat, rózsás gödényeket.
A Látogatóközpont mellett kialakított attrakciók:

Kormorán-tó

## Szabadidőpark és állatkert
A szabadidőpark elemei az „ismerd meg a természetet” mottó jegyében születtek. A területen a látogatók közvetlen kapcsolatba kerülhetnek az állatokkal, az egyik a dámvad-kert, a másik pedig a juhnyáj.
Az Önkormányzat tulajdonában lévő tájházhoz pallóösvényen lehet eljutni. A meglévő tájház bővítésével és felújításával a Tisza-tóhoz kötődő életmód és foglalkozások már összegyűjtött ill. még összegyűjtendő régi relikviáival igen gazdag bemutatóanyagot tudnak a látogatók elé tárni. A park része két szárazföldi és egy vízi játszótér, sportpálya, egy külső rendezvénytér.

Kikötő

Az Ökocentrumhoz kapcsolódik a gát másik oldalán, a tó partján található kikötő, ahonnan rendszeres kishajó-járat indul a Vízi Sétányhoz és GPS navigációs csónakokkal lehet felfedezni a tó csatornákkal, szigetekkel szabdalt különleges világát.

## Funkciója
A létesítmény látogatóközpont és témapark, így elsősorban önálló vonzerő, attrakció, mely alkalmas arra, hogy élményt és sokoldalú szolgáltatásokat nyújtson saját keretei között, saját kapacitása, eszközei és erőforrásai igénybevételével, a vendégek megelégedésére. A létesítmény egyben a Tisza-tóhoz érkező látogatóforgalom fogadó, információs, szervező és elosztó központja kíván lenni, ahol az elsődleges cél (élmények nyújtása önálló attrakcióként, gazdaságilag fenntartható módon, nyereséges üzemeltetéssel) mellett célja és érdeke, hogy elősegítse, hogy az Ökocentrumba érkező látogatók úgy döntsenek, hogy a Tisza tó más helyeit, programlehetőségeit, szolgáltatóit, látnivalóit is felkeresik, mert az Ökocentrumban ehhez megfelelő motivációt kaptak…

## Galéria

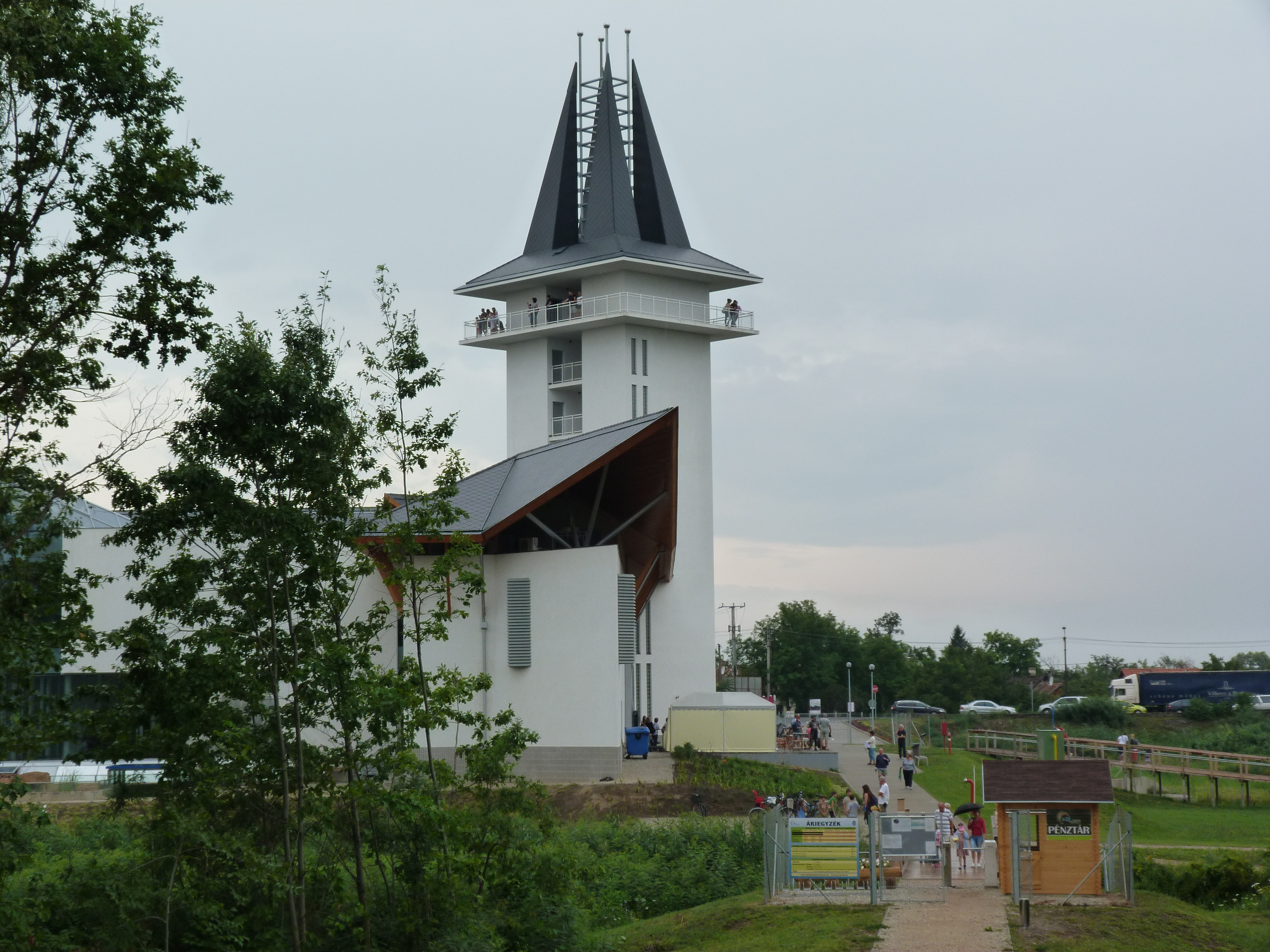
Főépület
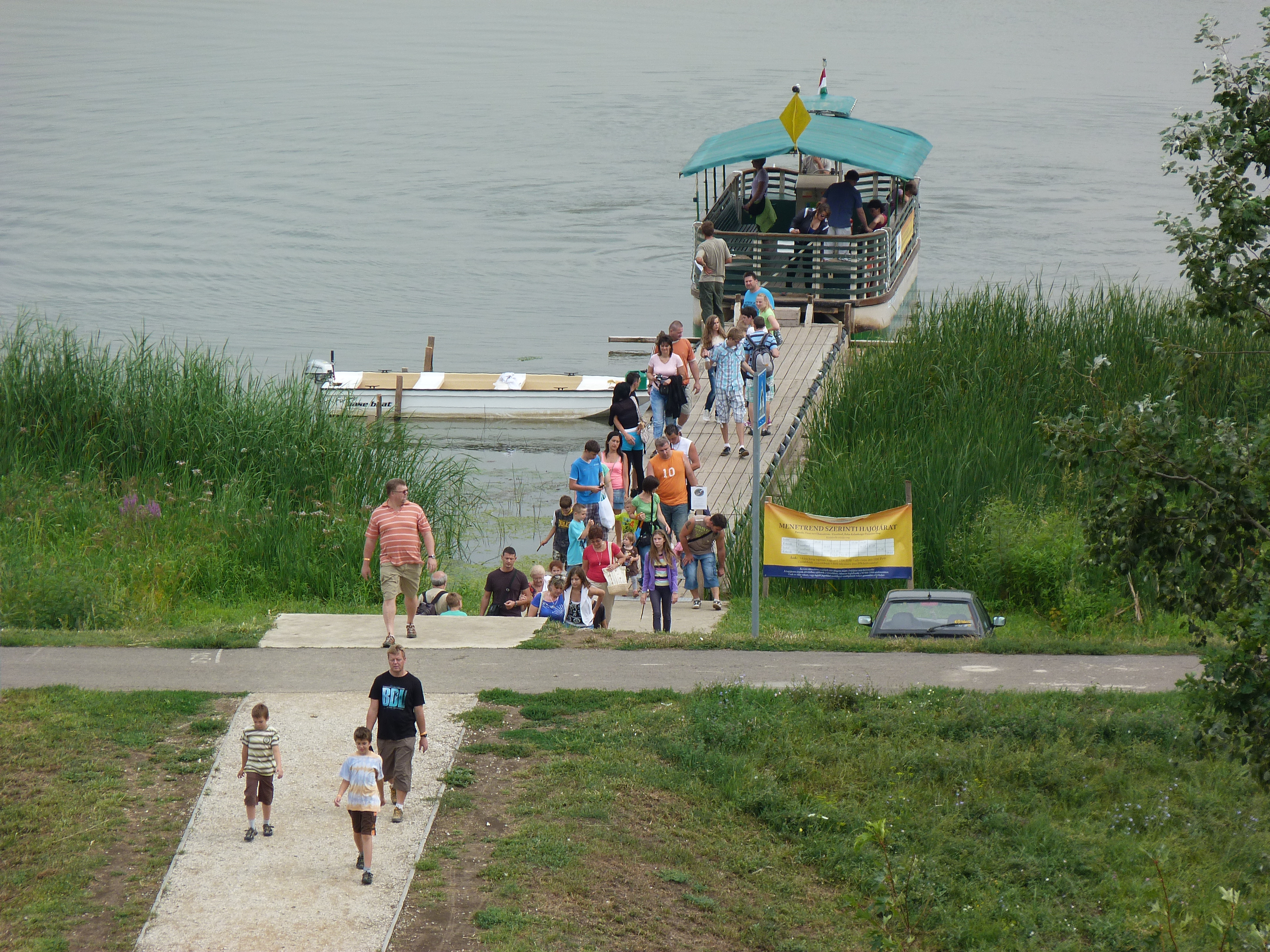
Hajójárat
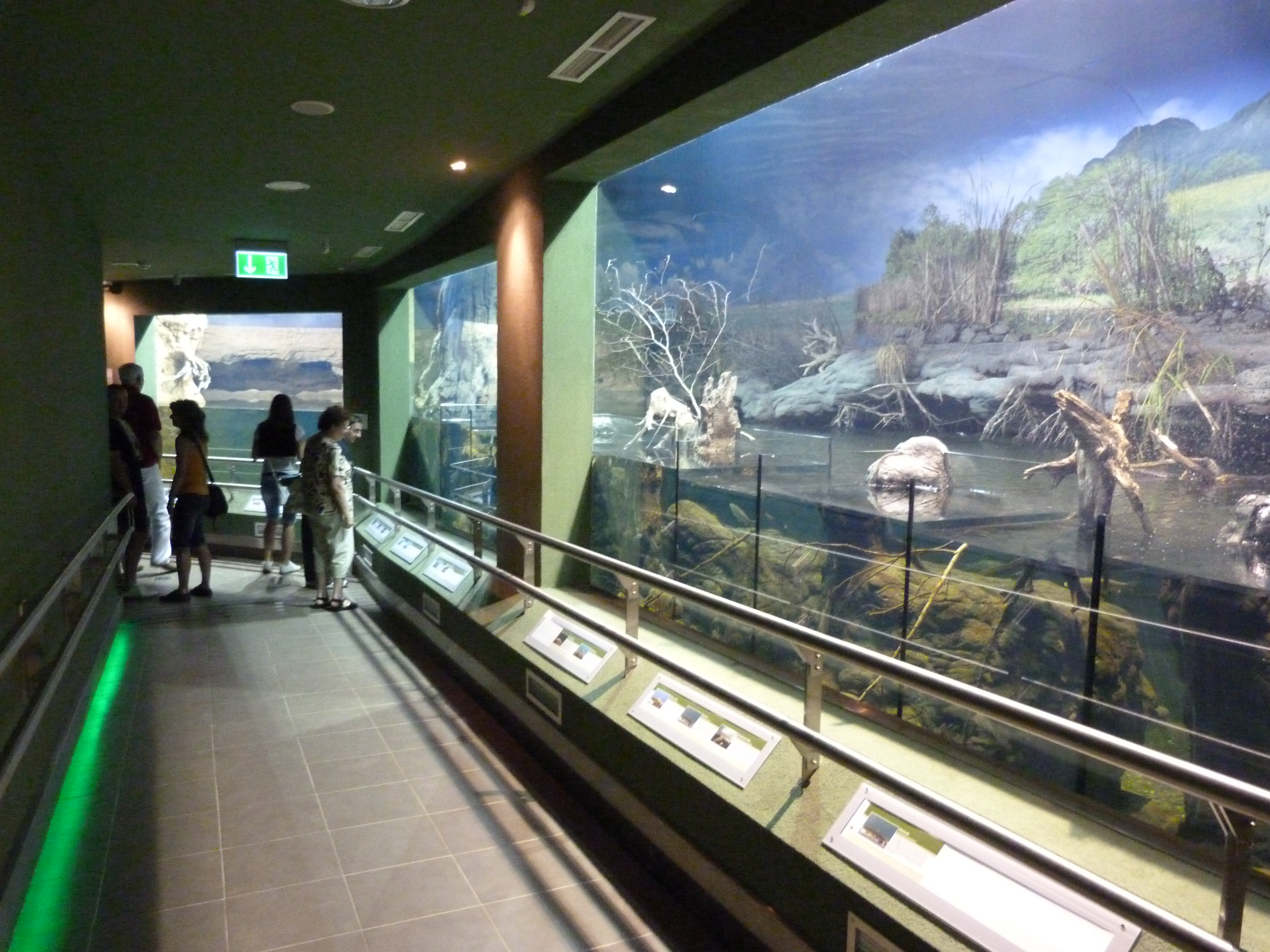
Akvárium
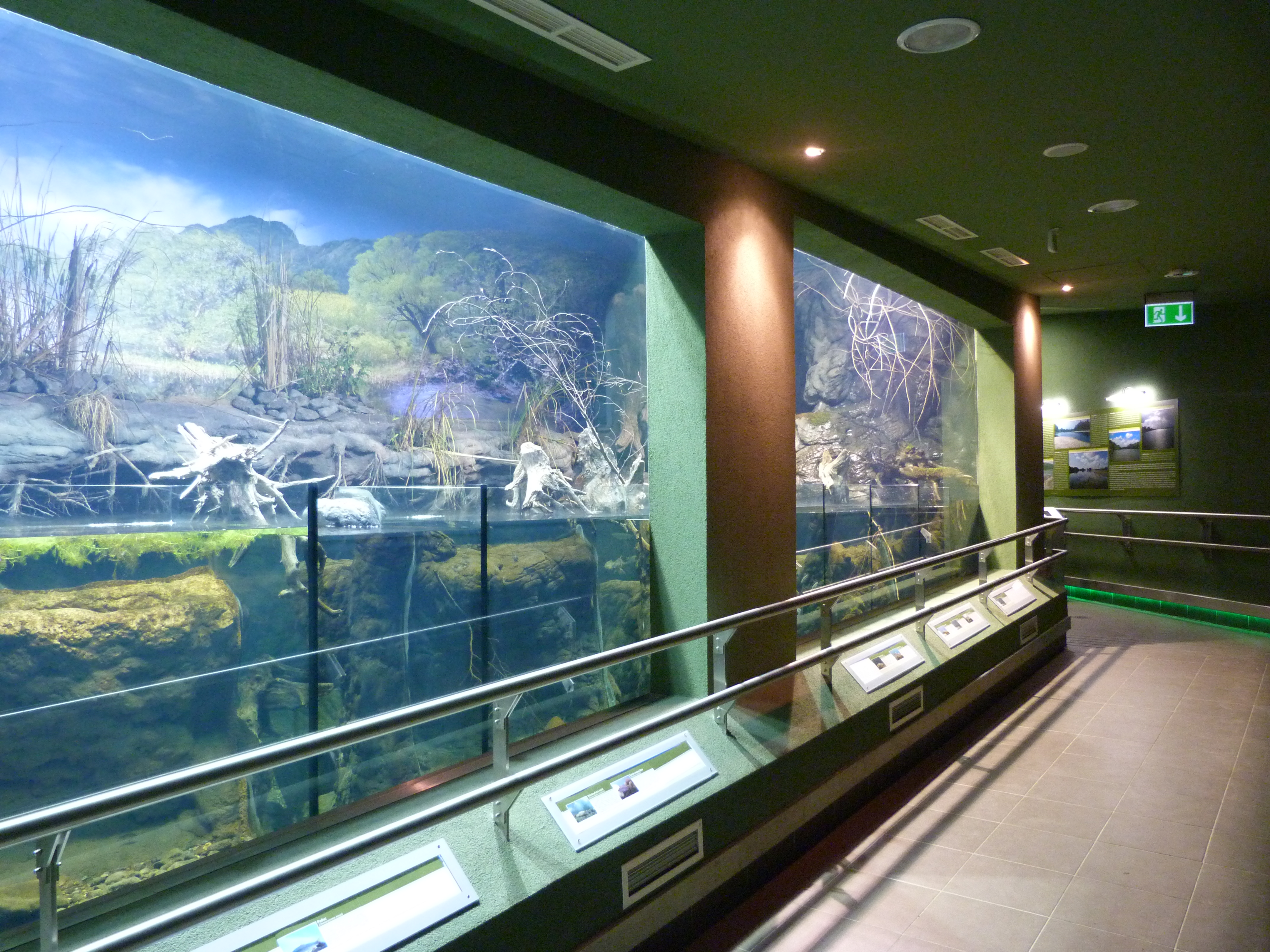
Akvárium
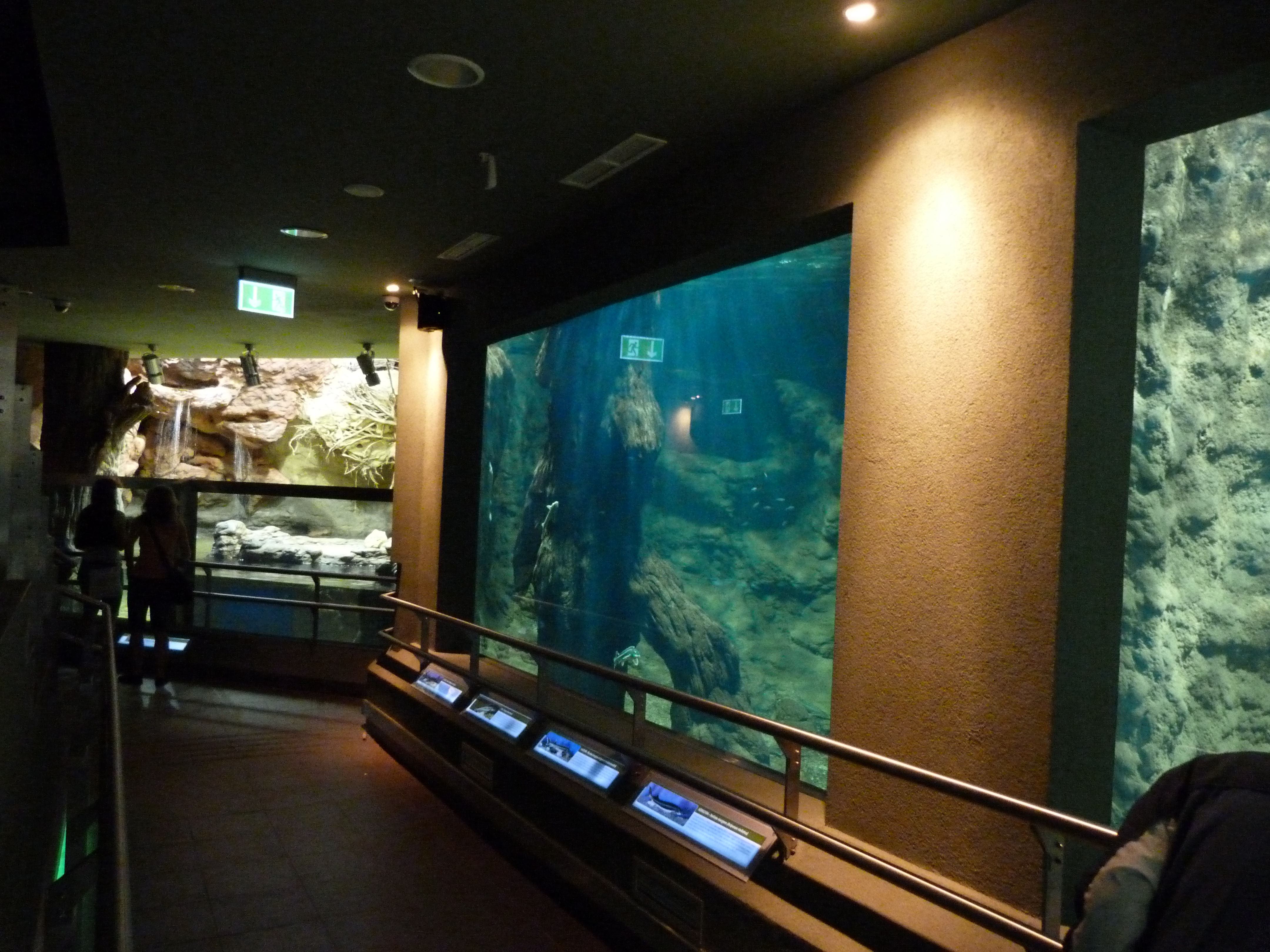
Akvárium
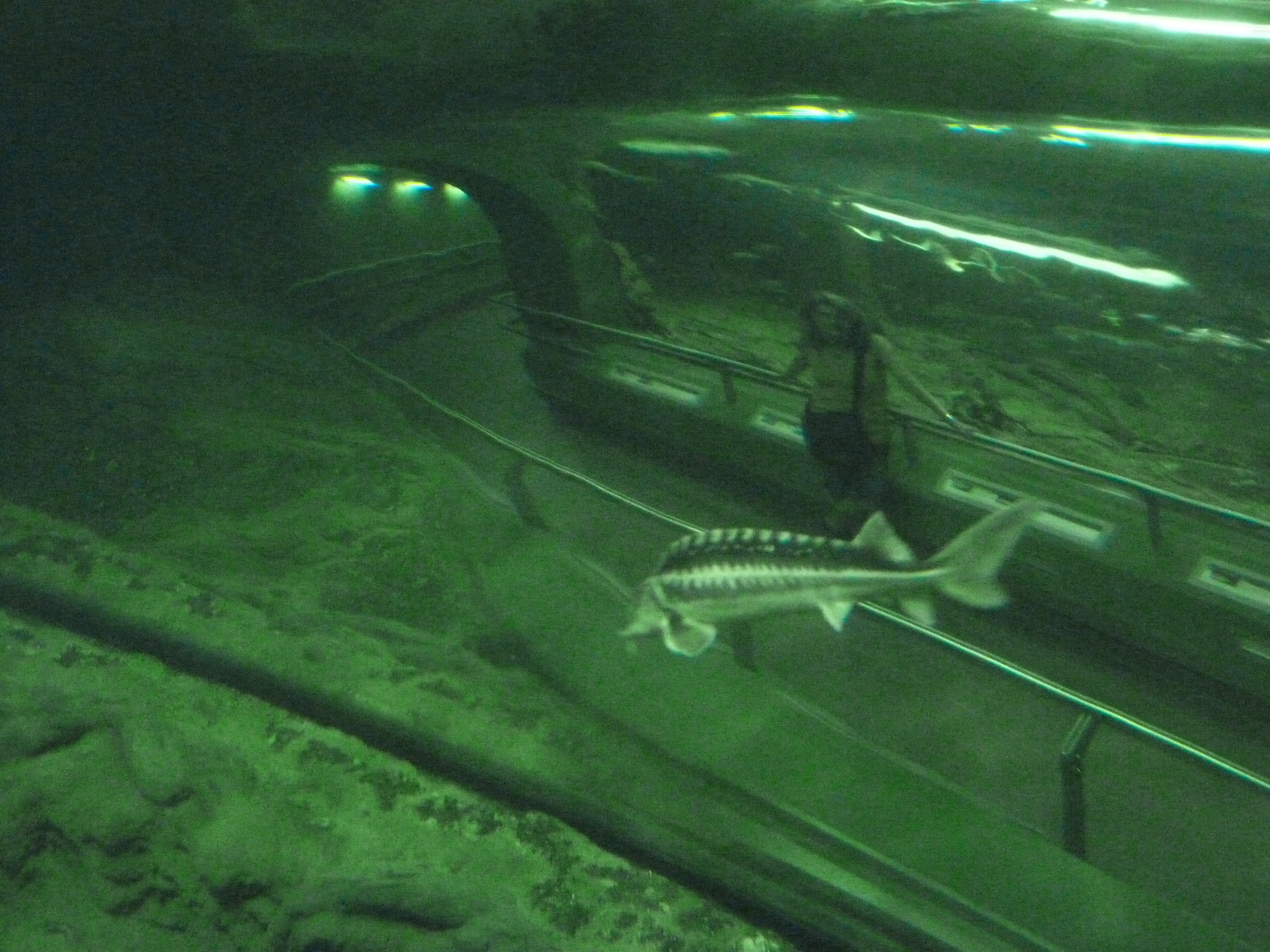
Akvárium
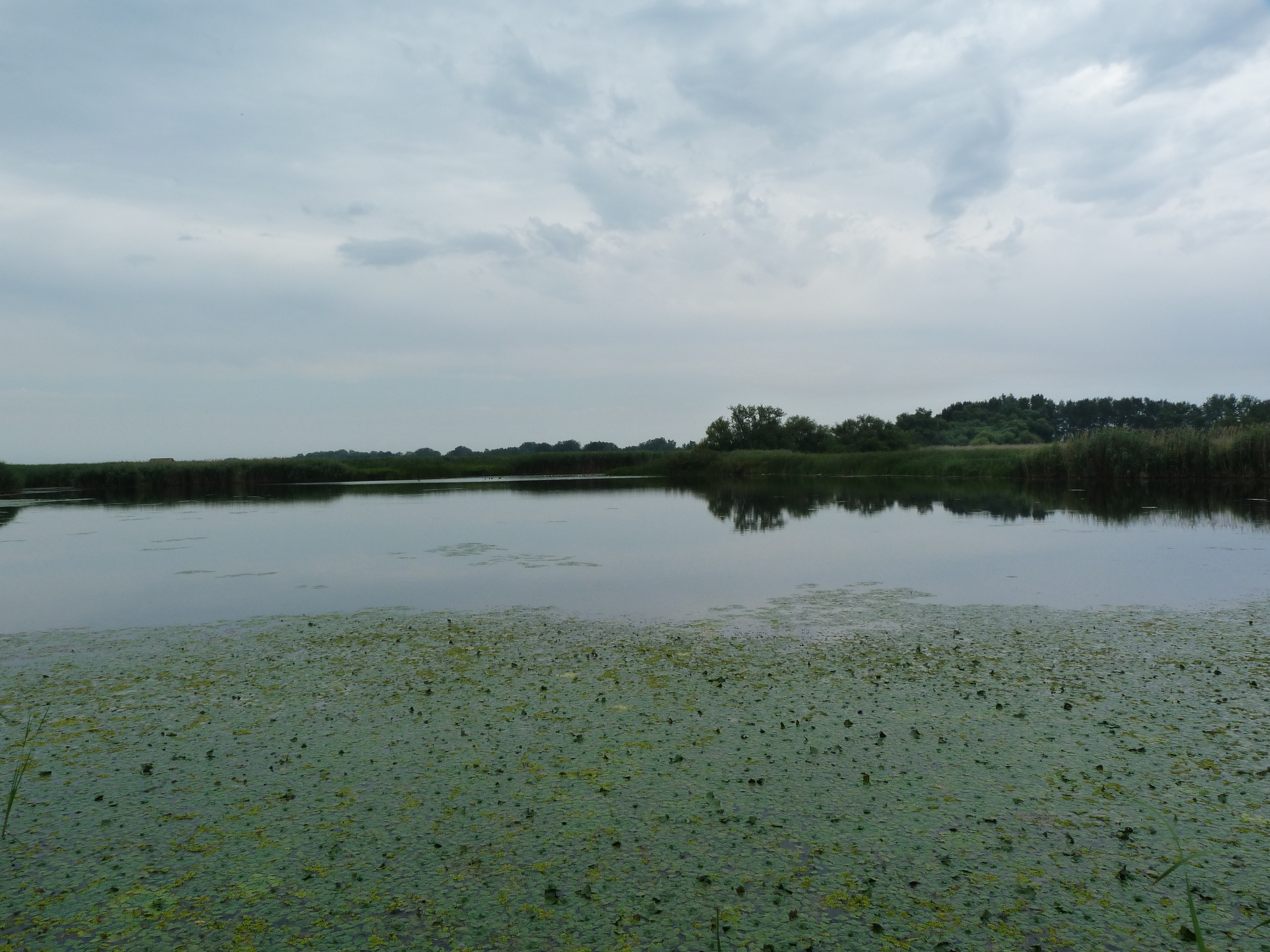
Sulyommező (Tisza-tavi vízi sétány)
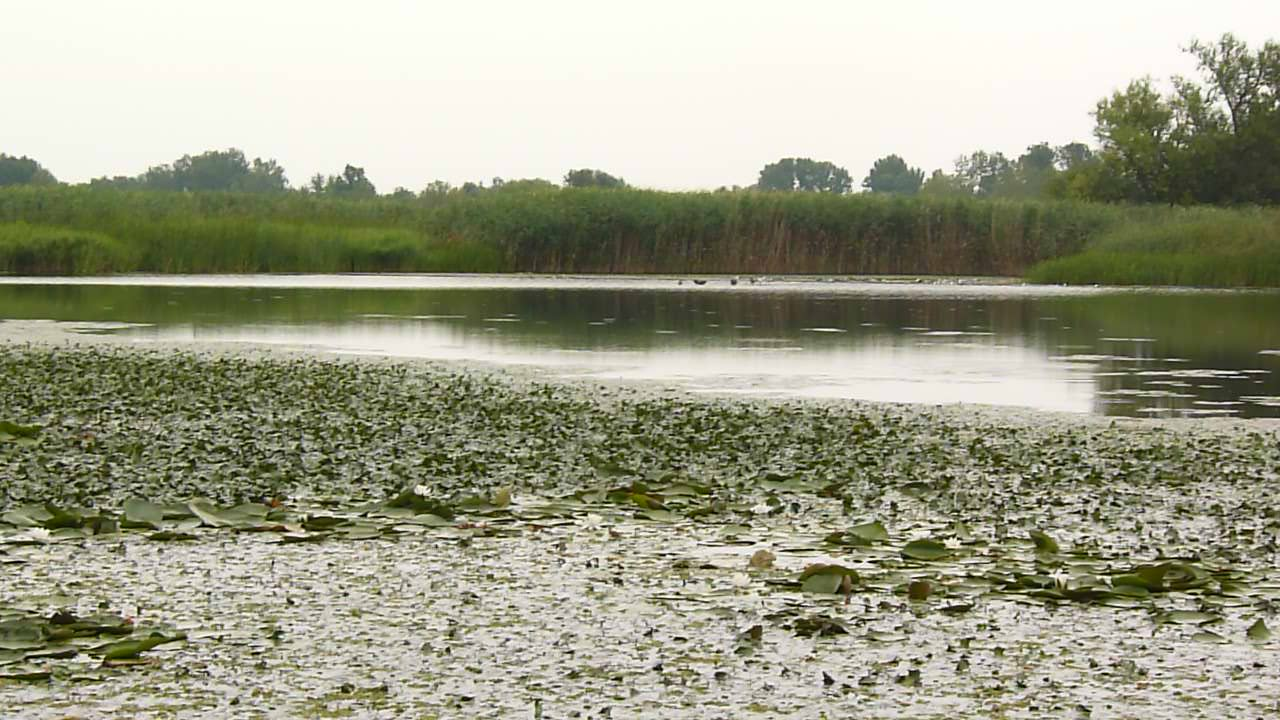
Tisztás (Tisza-tavi vízi sétány)